# Sven Fagræus
Sven Gustaf Fagræus, född 8 maj 1906 i Stockholm, död där 15 mars 1993, var en svensk advokat. 
Fagræus, som var son till generalkonsul Isidor Fagræus och Elsa Bäckström, avlade studentexamen vid Norra Latin 1925 och blev juris kandidat vid Stockholm högskola 1934. Efter tingstjänstgöring i Södertörns domsaga 1934–1935 anställdes han på Lindhés advokatbyrå i Stockholm 1935, på Nils Hanströms advokatbyrå i Stockholm 1937 och drev egen advokatbyrå i Stockholm sedan 1940. Han var ordförande i Svenska Cykelförbundet 1948–1950.